# Javier Maldonado Rosso

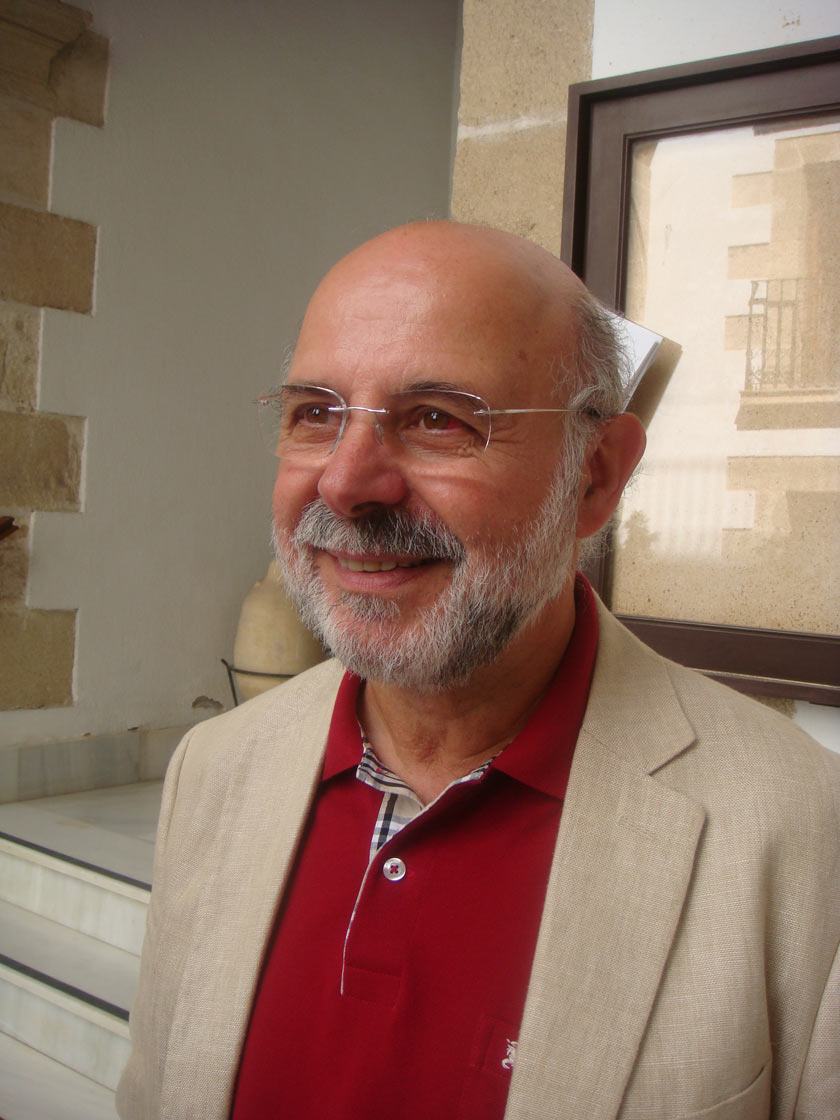
Javier Maldonado Rosso en El Puerto de Santa María.

Javier Maldonado Rosso (nacido en El Puerto de Santa María, provincia de Cádiz, en 1952) es doctor en historia. Es  especialista en la cultura del vino del marco del Jerez-Xérès-Sherry y, tras su jubilación, también investiga el marco de Montilla-Moriles. Organizador de las Jornadas del Vino Fino y miembro del Ateneo del Vino Portuense. Ha sido Director del Centro Municipal de Patrimonio Histórico de El Puerto de Santa María. Ha sido Director de la Revista de Historia de El Puerto,  editada por el Aula de Historia Menesteo y académico de número de la Academia de Bellas Artes Santa Cecilia de su ciudad natal. Es miembro del Grupo de Investigación de Estudios Históricos Esteban Boutelou de la Universidad de Cádiz, es profesor colaborador honorario de Historia Contemporánea de la Universidad de Cádiz. A nivel internacional su participación en comités y representaciones pasa por secretario general de la Asociación Internacional de Historia y Civilización de la Vid y el Vino (1999 - 2004) y Coordinador de la Red Internacional de Historiadores de la Vitivinicultura. 

## Cursos universitarios coordinados o dirigidos
- Seminario “El Jerez-Xérès-Sherry en los tres últimos siglos”. Cursos de Otoño de 1994; Universidad Internacional Menéndez Pelayo; El Puerto de Santa María; 12-16 de septiembre de 1994.
- Curso “Vinos y aguardientes andaluces en América”. Sede Iberoamericana Santa María de la Rabida. Universidad Internacional de Andalucía; 7-11 de agosto de 1995.
- Encuentro: “Antiguas y actuales andanzas de Baco en Andalucía: La vitivinicultura andaluza a examen.” Universidad Internacional Menéndez Pelayo; Sevilla; 28-30 de octubre de 2002
- Curso “La nueva vitivinicultura gaditana de vinos blancos”. IV Cursos de Invierno de la Universidad de Cádiz; Chiclana de la Frontera; 20-22 de noviembre de 2002.
- “Los vinos nobles del Marco del Jerez en el s. XVIII”. En I Curso de Historia de los Vinos Nobles. Vinoble. Salón Internacional de los Vinos Nobles (Generosos y Licorosos); Organizado por: Universidad de Cádiz (Vicerrectorado de Extensión Universitaria), Vinoble y Ayuntamiento de Jerez de la Frontera; Jerez de la Frontera; 23, 24 y 25 de septiembre de 1998
- “Los moscateles en la producción y el consumo vinatero español de los siglos XVIII-XX”. En “Técnicas, Economía y Cultura de los moscateles”. II Curso Internacional de Historia de los Vinos Nobles. Vinoble. Salón Internacional de los Vinos Nobles; Organizado por el Ayuntamiento de Jerez de la Frontera, Vinum España y la Universidad de Cádiz; Jerez de la Frontera; 12 y 13 de mayo de 2000.
- “Evolución Histórica de la vitivinicultura andaluza”. En el Encuentro: “Antiguas y actuales andanzas de Baco en Andalucía: La vitivinicultura andaluza a examen.” Universidad Internacional Menéndez Pelayo; Sevilla; 28-30 de octubre de 2002.
- “Los Montepíos de Viñeros de Málaga y Jerez”. En “Los Vinos de Málaga”. III Curso Internacional de Historia de los Vinos Nobles. Vinoble. Salón Internacional de los Vinos Nobles; Organizado por el Ayuntamiento de Jerez de la Frontera, Instituto de Promoción y Desarrollo de la Ciudad de Jerez y la Universidad de Cádiz; Jerez de la Frontera; 29, 30 y 31 de mayo de 2002.
- “Los vinos dulces en la historia de la vitivinicultura andaluza”. En el Curso Interdisciplinar “Historia y Expectativas de los Vinos Dulces de Andalucía”. Grupo de investigación de Historia de la Vitivinicultura en Málaga (Universidad de Málaga), Grupo de Estudios Históricos del Vino (Universidad de Cádiz) y Consejo Regulador de las Denominaciones de Origen Málaga y Sierras de Málaga; Málaga; 11-12 de noviembre de 2002.
- Historia de los paisajes vitivinícolas españoles (siglos XVIII-XX). Encuentro de Primavera de la Universidad de Cádiz en El Puerto. Abril de 2003.
- Historia, economía y vinificación de la variedad Pedro Ximénez. IV Curso Internacional de Historia de los Vinos Nobles. Ayuntamiento de Jerez de la Frontera, Vinum y Universidad de Cádiz, marzo de 2004.
- Contenidos, edición y difusión de revistas científicas de historia local. Encuentro de Primavera de la Universidad de Cádiz en El Puerto de Santa María. 26 a 28 de abril de 2005.

## Obra publicada
- RAMOS SANTANA, Alberto y MALDONADO ROSSO, Javier (1992): “Imágenes de la Bahia. La Bahía de Cádiz en su unidad y diversidad a través de la historia”. Junta de Andalucía, Sevilla
- MALDONADO ROSSO, Javier (1999): “La formación del capitalismo en el Marco del Jerez. De la vitivinicultura tradicional a la agroindustria vinatera moderna (siglos XVIII y XIX)”, Madrid, Huerga y Fierro, Editores.

Este libro ha obtenido los siguientes premios:
Prix en Economie & Droit. Office International de la Vigne et du Vin; 2000.
Premio de Investigación de la Asoc. Intnal. de Historia y Civilización de la Vid y el Vino. Año 2000.
- MALDONADO ROSSO, Javier (2004) : “El célebre Tintilla de Rota”, Fundación Alcalde Zoilo Ruiz Mateos.
- MALDONADO ROSSO, Javier (2006): “Las rutas del vino en Andalucía”, Sevilla, Fundación José-Manuel Lara.

## Capítulos de libros y artículos en revistas y actas
- MALDONADO ROSSO, Javier. (1987): "El campo portuense a principios del siglo XIX. Análisis del régimen de tenencia de la tierra" , en Sextas Jornadas de Historia de Cádiz, Cádiz, Caja de Ahorros de Cádiz, pp.137-148.
- (1988): "La disputa por la Dehesa de la Vega de los Pérez, 1837-1846" ,en Revista de Historia de El Puerto, n.º 1, pp. 95-114.
- (1989): "Crédito agrario e interés gremial: El Montepío de Vinateros de Jerez (1789-1795)", en XI Jornadas de Viticultura y Enología de Tierra de Barros, Almendralejo, Escuelas Universitarias Santa Ana, pp. 633-643.
- (1990): "Matrícula de mar versus desarrollo pesquero. El Puerto de Santa María, 1858" ,en Revista de Historia de El Puerto, n.º 4, pp. 91-101.
- (1991): "Viticultores y toneleros en El Puerto dieciochesco. Análisis de unas relaciones de dependencia", en XII Jornadas de Viticultura y Enología de Tierra de Barros, Almendralejo, Escuelas Universitarias Santa Ana, pp. 325-337.
- (1991): "El cultivo de la vid en El Puerto de Santa María a principios del siglo XIX", en VII Jornadas de Andalucía y América, La Rábida, pp. 215-233.
- (1991): "Introducción al subsector pesquero portuense en el siglo XIX", en  Trocadero, n.º 3, pp. 157-173.
- MALDONADO ROSSO, Javier (1992): "Consideraciones sobre la participación del vino en las economías del Marco del Jerez y de la Bahía de Cádiz", en Solera, Cádiz, Junta de Andalucía, pp. 18-28.
- (1993): "Reforma agraria ilustrada y extensión del viñedo de arenas en El Puerto de Santa María. Intento reinterpretativo", en IV Encuentros de la Ilustración al Romanticismo, Universidad de Cádiz, pp. 31-38.
- (1995): "De mosto a vino. Surgimiento y desarrollo de la industria vinatera en Andalucía. Siglos XVIII-XX", en J. J. Iglesias (ed.): Historia y cultura del vino en Andalucía, Sevilla, Universidad de Sevilla, pp. 91-104.
- (1996): "En torno a los comienzos del fino como tipo de vino diferenciado", en Actas de las I Jornadas del Vino Fino. Historia, Arte y mentalidades, El Puerto de Santa María, Ayuntamiento, pp. 31-60.
- (1996): "La manzanilla de Sanlúcar a través de sus dos siglos de Historia", en I Congreso Internacional sobre la Historia y la Cultura de la Vid y el Vino, Vitoria, Fundación Sancho El Sabio, pp. 305-320.
- (1996): "Génesis de las vinaterías jerezana y sanluqueña contemporáneas", en Ramos Santana, A. y Maldonado Rosso, J. (eds.): El Jerez-Xérès-Sherry en los tres últimos siglos, El Puerto de Santa María, Unidad de Estudios Históricos del Vino de la Universidad de Cádiz y Ayuntamiento de El Puerto de Santa María, pp. 11-28.
- (1997): "Diversificación y consolidación de la industria de bebidas de la provincia de Cádiz a finales del siglo XIX", en Ramos Santana, A y Maldonado Rosso, J. (eds.): Vinos ,vinagres, aguardientes y licores de la provincia de Cádiz, Cádiz, Fundación Provincial de Cultura de la Diputación de Cádiz, pp. 95-113.
- (1997): "El patrimonio vitivinícola como fuente para el estudio comparado de la vinatería europea de los siglos XVIII-XX", en Manual PATRIVIT para la localización y catalogación del patrimonio vitícola mueble, El Puerto de Santa María, Ayuntamiento y Comisión Europea, pp. 33-43.
- (1997): "Metodología para la catalogacíon del patrimonio vitícola mueble", en Manual PATRIVIT para la localización y catalogación del patrimonio vitícola mueble e histórico, El Puerto de Santa María, Ayuntamiento y Comisión Europea, pp. 101-120.
- (1997): "Fuentes documentales, bibliográficas y hemerográficas para el estudio del patrimonio vitícola mueble español de los siglos XVIII-XX", en Manual PATRIVIT para la localización y catalogación del patrimonio vitícola mueble e histórico, El Puerto de Santa María, Ayuntamiento y Comisión Europea, pp. 121-135.
- (1997): "A investigaçao histórica sobre o Jerez-Xérèz-Sherry entre 1868-1989", en Douro. Estudos e documentos, 3, Actas del I Encuentro Internacional História da vinha e do vinho no vale do Douro, pp. 245-258.
- MALDONADO, Javier; RAMOS SANTANA, A; CARO CANCELA, D; CIRICI NARVÁEZ, JR. (1997): Añadas y soleras. Catálogo de la exposición sobre los vinos, vinagres, aguardientes y licores de la provincia de Cádiz, Cádiz, Diputación Provincial y Fondo Social Europeo.
- MALDONADO ROSSO, Javier. (1997): "Imágenes y realidades de la historia y cultura contemporáneas del Jerez-Xérès-Sherry", en Demófilo. Revista de Cultura Tradicional de Andalucía, 24, pp. 211-227.
- (1998): "El proceso de consideración del fino como tipo característico de la vinicultura del Marco del Jerez. Siglos XIX y XX", en Actas de las III Jornadas del Vino Fino, El Puerto de Santa María, Ayuntamiento, pp. 85-110.
- (1998): "La producción y comercialización de 'madeiras' en la provincia de Cádiz (siglos XIX y XX)", en Os vinhos licorosos e a História, Funchal, Centro de Estudos de História do Atlántico, pp. 141-162.
- (1998): "El patrimonio vitícola como fonte per lo studio comparato della vitivinicoltura europea nei secoli XVIII-XX", en Manuale Patrivit, Cittá del Vino, pp. 43-52.
- (1998): "La importancia relativa de los mercados americanos en las exportaciones de vinos del Marco del Jerez a mediados del XIX", en Ramos Santana, A. y Maldonado Rosso, J. (eds.): El comercio de vinos y aguardientes andaluces en América (siglos XVI-XX), Cádiz, Universidad de Cádiz, pp. 153-177.
- (1999): "Balance crítico de la historiografía contemporaneísta sobre la industria vinícola jerezana”, en Parejo Barranco, A. y Sánchez Picón, A. (eds.) (1999): Economía andaluza e historia industrial. Estudios en homenaje a Jordi Nadal, Granada, Asukaría Mediterránea, pp. 395-404.
- MALDONADO ROSSO, Javier y RAMOS SANTANA, Alberto. (2000): “La provincia de Cádiz en el comercio de vinos españoles a Suecia a finales del siglo XIX”, en Ramos Santana, A. (Coord.): Comercio y navegación entre España y Suecia (siglos X-XX). III Encuentro Histórico de España - Suecia, Servicio de Publicaciones de la Universidad de Cádiz, pp. 457-481.
- MALDONADO ROSSO, Javier. (2000): "La trasformazione dell'industria vinicola nella provincia di Cadice alla fine del XIX secolo", en Passano, Mario da et alii (eds.): "La vite e il vino. Storia e diritto (secoli XI-XIX), Carocci editore, Roma, vol. secondo, pp. 903-919.
- MALDONADO ROSSO, Javier y RAMOS SANTANA, Alberto (2000): “The role of the province of Cádiz in Spanish exports of the wine to Sweden in the late C19TH” en Commerce and navigation between Spain and Sweden throughout history, Sevilla, Consejería de Agricultura y Pesca de la Junta de Andalucía, pp. 455-481
- (2001): “Proyecto de investigación conjunta sobre La vinatería atlántico-europea de la tradición a la modernidad (siglos XVIII-XX)”, en Maldonado Rosso, J. y Ramos Santana, A. (2001): Actas del I Encuentro de Historiadores de la Vitivinicultura Española, El Puerto de Santa María, Ayuntamiento, pp. 557-564.
- (2002): “Los archivos del Sherry y el vino de Oporto”, en Populaçâo e Sociedade, n.º 9, pp. 83-96.
- (2003): “El archivo histórico de Sandeman – Jerez: fuente para la historia comparada de las economías del oporto y el sherry”, en Populaçâo e Sociedade, n.º 10, pp. 145-159.
- (2004): “El sector vinícola en Andalucía: otros enfoques interpretativos”, en M. González de Molina y A. Parejo (Eds.): La historia de Andalucía a debate. III. Industrialización y desindustrialización en Andalucía, Barcelona, Anthropos Editorial en coedición con la Diputación Provincial de Granada, pp. 191-213.
- (2004): “Empresarios y capitalistas en la formación de la moderna vitivinicultura atlántica – europea: el caso del Marco del Jerez – Xérès – Sherry”, en Actas do III Simposio da Associaçáo Internacional de História e Civiliçáo da Vinha e do Vinho, Funchal, Regiáo Autónoma da Madeira, pp. 629-642.
- (2005): “Conformación de la industria bodeguera. El Marco del Jerez-Xérés-Sherry (siglos XVIII y XIX)” en El gran libro de los vinos de Jerez, Sevilla, Consejería de Agricultura y Pesca de la Junta de Andalucía, pp.63-79
- (2005): “The shaping of the sherry industry 18th and 19th centuries” en The big book of sherry wines, Sevilla, Consejería de Agricultura y Pesca de la Junta de Andalucía, pp.63-79
- (2005): “Aportaciones a la historiografía sobre El Puerto de Santa María por parte del Aula Menesteo, Revista de Historia de El Puerto y el Centro Municipal del Patrimonio Histórico”, en Iglesias Rodríguez, Juan-José: La Historiografía local a examen: balance de dos décadas de historiografía portuense, El Puerto de Santa María, Ayuntamiento, pp.189-218.
- (2007): “Elaboración del Tintilla de Rota: un interesante patrimonio etnológico”, en El Patrimonio natural y cultural de Rota (Cádiz) y su conservación, Universidad de Cádiz, pp. 81-104

## Comisariado y asesoramiento en exposiciones didácticas
- “De al-Qanatir a El Puerto de Santa María”, Fundación Municipal de Cultura, El Puerto de Santa María, 1984
- Exposición sobre conservación y restauración en el Museo Municipal. 27 de febrero-6 de marzo de 1988, El Puerto de Santa María, Museo Municipal
- Exposición “Legado fotográfico de Francisco Sánchez, Quico”. 30 de noviembre-8 de diciembre de 1989, El Puerto de Santa María, Centro Municipal del Patrimonio Histórico
- “La traída de las aguas de la Piedad (siglos XVIII y XIX), APEMSA y Centro Municipal del Patrimonio Histórico, El Puerto de Santa María, 1989.
- Exposición “América: Un nuevo rumbo para la historia de EL Puerto”. Centro Municipal del Patrimonio Histórico del Ayuntamiento de El Puerto de Santa María); El Puerto de Santa María; 12-25 de octubre de 1992.
- “Exposición de Anuncios Antiguos del Vino Fino”. Centro Municipal del Patrimonio Histórico del Ayuntamiento de El Puerto de Santa María); El Puerto de Santa María; 15 de mayo-4 de junio de 1995.

## Coordinación de congresos, simposios y seminarios
- Comisario del I Coloquio de Historias Locales de Cádiz. 2-4 de noviembre de 1989. Fundación Rafael Alberti
- Comisario del II Coloquio de Historias Locales de Cádiz. 25-27 de octubre de 1990. Fundación Rafael Alberti.
- Codirector del Congreso sobre Caciquismo y República en Andalucía (1891-1936). 25-27 de septiembre de 1991, Universidad de Cádiz, Junta de Andalucía, Diputación Provincial y Ayuntamiento de El Puerto de Santa María.
- Coordinador del I Encuentro de Historiadores de la Vitivinicultura Española; 28-30 de abril de 1998, Universidad de Cádiz y Centro Municipal del Patrimonio Histórico de El Puerto de Santa María

## Comisario de exposiciones
- “Solera”. Exposición sobre los Vinos de Nuestra Tierra. El Puerto de Santa María; 8 de mayo a 14 de junio de 1992
- “Añadas y Soleras”. Exposición sobre vinos, vinagres, aguardientes y licores de la provincia de Cádiz. Fundación Provincial de Cultura; 19 de marzo – 2 de abril de 1997
- “Hace 100 años... La provincia de Cádiz en 1898” Diputación Provincial de Cádiz; 19 de marzo al 19 de abril de 1998
- “Cádiz. La provincia en el siglo XX” Fundación Provincial de Cultura. Diputación de Cádiz; del 26 de enero al 28 de febrero de 2000.
- “El célebre tintilla de Rota”. Fundación Alcalde Zoilo Ruíz Mateos; Rota, julio y agosto de 2004.